# زاغی نوک‌زرد
زاغی نوک‌زرد (نام علمی: Pica nuttalli) نام یک گونه از سرده کشکرک است.